# El baile y el salón
«El baile y el salón» es una canción de estudio de la Banda de Rock alternativo Café Tacvba, lanzada en julio de 1994. Escrita por Emmanuel del Real (Meme), esta canción es otra de las más populares del disco y fue lanzada por la discográfica Warner Music Group.

### CD - Maxi single[4]
| El baile y el salón — Single |                       |          |  |
| N.º                          | Título                | Duración |  |
| 1.                           | «El baile y el salón» | 5:07     |  |

## Posiciones en las listas
| Listas (2003)                              | Posición |
| ------------------------------------------ | -------- |
| Estados Unidos Billboard Hot Latin Tracks  | 34       |
| Estados Unidos Billboard Latin Pop Airplay | 22       |